# Maristane Dresch
Maristane Dresch (Lajeado, Rio Grande do Sul, 9 de outubro de 1971) é uma atriz brasileira. Sua carreira artística começou como modelo, e sua estréia como atriz foi no teatro, no espetáculo Batom ao lado de Fúlvio Stefanini e Luís Gustavo. Em 1998 foi indicada ao prêmio Mambembe como atriz coadjuvante/secundária pelo espetáculo O Outro Lado do Sol. Sua estréia na TV foi na novela Pérola Negra, depois desse trabalho, a atriz participou da novela Meu Pé de Laranja Lima da Rede Bandeirantes e ganhou notoriedade no filme Bellini e a Esfinge, ao lado de veteranos como Fábio Assunção e Malu Mader, esse foi o trampolim para o sucesso. Depois de quatro anos longe da TV, Flávio Colatrello Jr., diretor geral da telenovela Essas Mulheres da Rede Record, convidou Maristane para participar da nova produção, que relançou Maristane ao mundo da TV com um papel pequeno, mas de relativa notoriedade, como a prostituta Laura. Ainda no teatro foi assistente de direção de Bibi Ferreira em Sua Excelência, O Candidato e de Marco Ricca em Shopping and Fucking. Em maio de 2007 participa da novela Pé na Jaca e em agosto faz Renata arquiteta do Grupo Cavalcanti ao lado de Glória Pires e Tony Ramos em Paraíso Tropical, na Rede Globo. Em fevereiro de 2008, Maristane assinou contrato com o SBT para atuar na novela Revelação, na qual vive a personagem Cláudia. Em 2009, foi escalada para viver a personagem Yasmin na novela Vende-se um véu de noiva no SBT.

## Televisão
| Ano  | Título                   | Personagem        |
| ---- | ------------------------ | ----------------- |
| 2009 | Vende-se um Véu de Noiva | Yasmin Jamba      |
| 2008 | Revelação                | Cláudia Fernandes |
| 2007 | Paraíso Tropical         | Renata            |
| 2005 | Essas Mulheres           | Laura             |
| 1998 | Meu Pé de Laranja Lima   | Sofia             |
| 1998 | Pérola Negra             | Malu              |

## Filmografia
| Ano  | Título              | Personagem |
| ---- | ------------------- | ---------- |
| 2001 | Bellini e a Esfinge | Beatriz    |